# Amauroderma macrosporum
Amauroderma macrosporum är en svampart som beskrevs av J.S. Furtado 1968. Amauroderma macrosporum ingår i släktet Amauroderma och familjen Ganodermataceae. Inga underarter finns listade i Catalogue of Life.